# C/2022 E3 (ZTF)
C/2022 E3 (ZTF)是奥尔特云的一颗长周期彗星，于2022年3月2日由茲維奇瞬態設施发现。因其彗核内部的双原子碳和氰在太阳光作用下产生一圈明亮的绿色光圈，故又被称为绿色彗星。
按照彗星的命名系统，绿色彗星的正式名称以C开头，代表其不属于周期性彗星。C后面的“2022 E3”代表2022年3月上半期发现的第三颗彗星。
C/2022 E3的彗核长约1千米，每8.7个小时旋转一周。由尘土和气体构成的彗尾绵延数百万英里，构成2022年1月第三个可见的彗翎。
C/2022 E3於2023年1月12日到達近日點，距離1.11 AU（166 × 106 km；103 × 106 mi），最接近地球的時間是2023年2月1日，距離 0.28 AU（42 × 106 km；26 × 106 mi）。這顆彗星比6星等更亮，在足夠黑暗的天空下，用肉眼模糊可見為小的漫射污跡，但大多數民眾仍需要雙筒望遠鏡才能辨識。

## 觀測史
C/2022 E3 (ZTF)是天文學家布萊斯·博林（Bryce Bolin）和弗蘭克·馬西（Frank Masci）於茲維奇瞬態設施在2022年3月2日的調查資料中發現的。發現時，這顆彗星的視星等為17.3等，距離太陽大約4.3 AU（640 × 106 km；400 × 106 mi）。該物體最初被認為是一顆小行星，但隨後的觀測顯示它有一個非常凝聚的彗髮，表明它是一顆彗星。

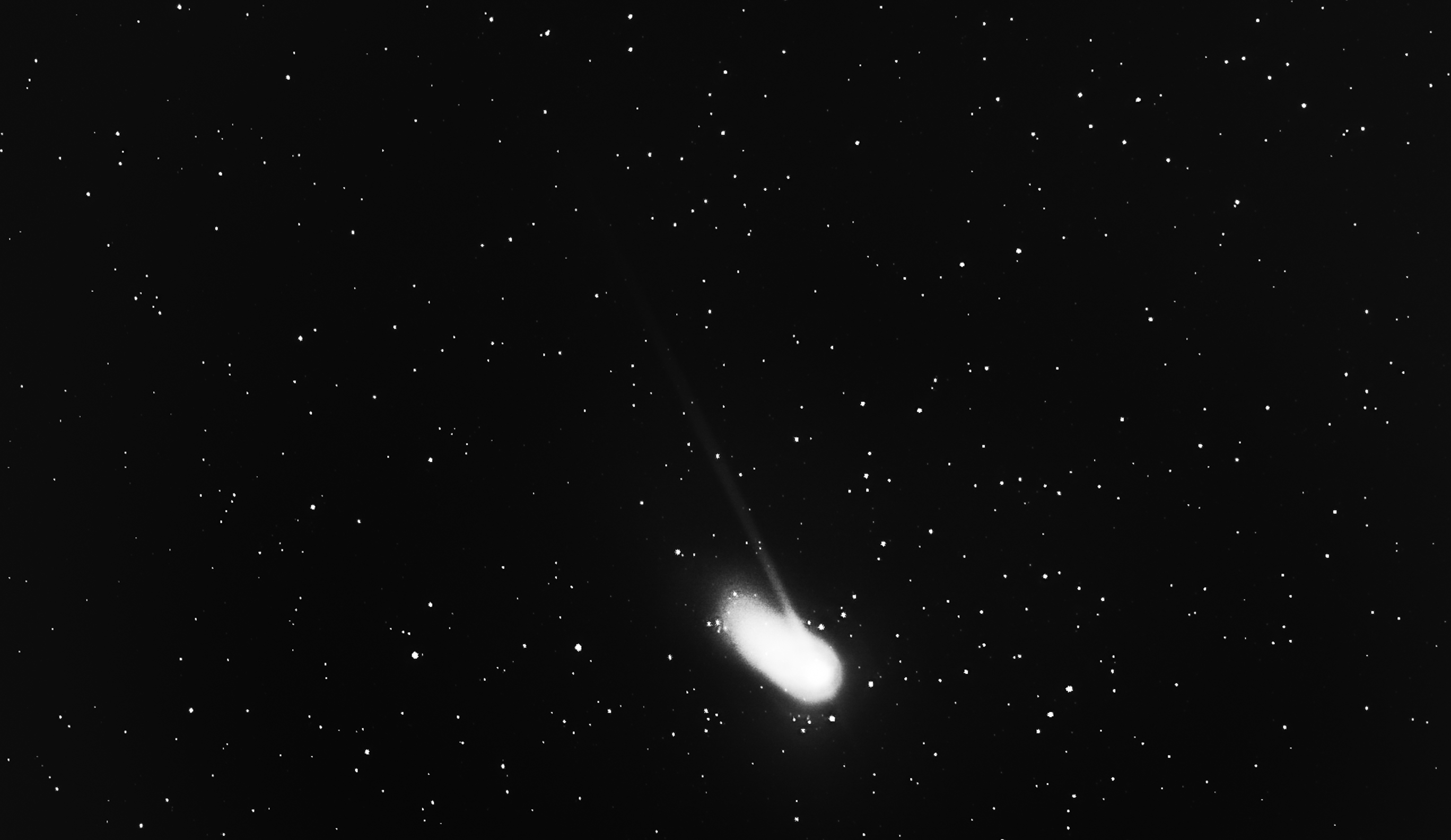
C 2022 E3

到2022年11月初，這顆彗星已經亮到10星等，並且平行於地球在北冕座和蛇夫座中緩慢移動。這顆彗星表現出綠色的彗髮和淡黃色的塵埃尾與微弱的離子尾。這顆彗星在11月初於傍晚時分可見，並在11月底開始在早晨的天空中可見。到12月19日，這顆彗星已經發展出綠色的彗髮，短而寬的塵埃尾巴和長而微弱的離子尾巴，橫跨2.5度長的視野。在那之後，彗星開始向北移動，經過牧夫座、天龍座和小熊座，在約10度以內掠過北極星。
這顆彗星於2023年1月12日到達近日點，距離為1.11 AU（166 × 106 km；103 × 106 mi），最接近地球的時間是2023年2月1日，距離為0.28 AU（42 × 106 km；26 × 106 mi）。這顆彗星將變得比6星等更亮，因此在足夠黑暗的天空用肉眼可見，看似天空中模糊的污跡。以肉眼首次看見這顆彗星的觀測報告是在1月16日和17日，估計這顆彗星的星等分別為5.4和6.0。來自日冕物質拋射的強太陽風在1月17日導致彗星的離子尾出現斷裂事件，使其看起來破碎。1月22日，一個彗翎變得可見。彗翎與塵埃和離子尾相反，似乎指向太陽。它是由位於彗星軌道平面上的塵埃盤的粒子引起的，當地球與該平面對齊時，它們看起來像反向的尾巴，也像帽子上裝飾的羽毛。
C/2022 E3 (ZTF) 是茲維奇瞬態設施在2022年3月2日發現的。發現這顆彗星時，它的視星等為17.3等，距離太陽大約4.3 AU（640 × 106 km）。它最初被認為是一顆小行星，但隨後的觀測顯示它有一顆非常濃縮的彗髮，表明它是一顆彗星。 
到2022年11月初，這顆彗星亮度已達到10等級，並在與地球平行移動時，在北冕座和巨蛇座中緩慢移動。這顆彗星呈現出綠色的彗髮、黃色的塵埃尾和微弱的離子尾。這顆彗星起初在傍晚時分可見，並將於11月底開始在早晨的天空中可見。之後，彗星開始向北移動，經過牧夫座、天龍座和小熊座，並接近北極星至約10度的距離。
在它最接近地球時，它將出現在北天極附近，並位於鹿豹座內。1月28日的月相為上弦，明亮的月光使得在前半夜必須使用光學輔助設備才能觀看彗星。2月5日是滿月，彗星距離明亮的五車二只有1.5度。在2月10日至11日，這顆彗星將從距離火星1.5度處掠過，2月13日至15日，彗星將經過畢宿星團前方。

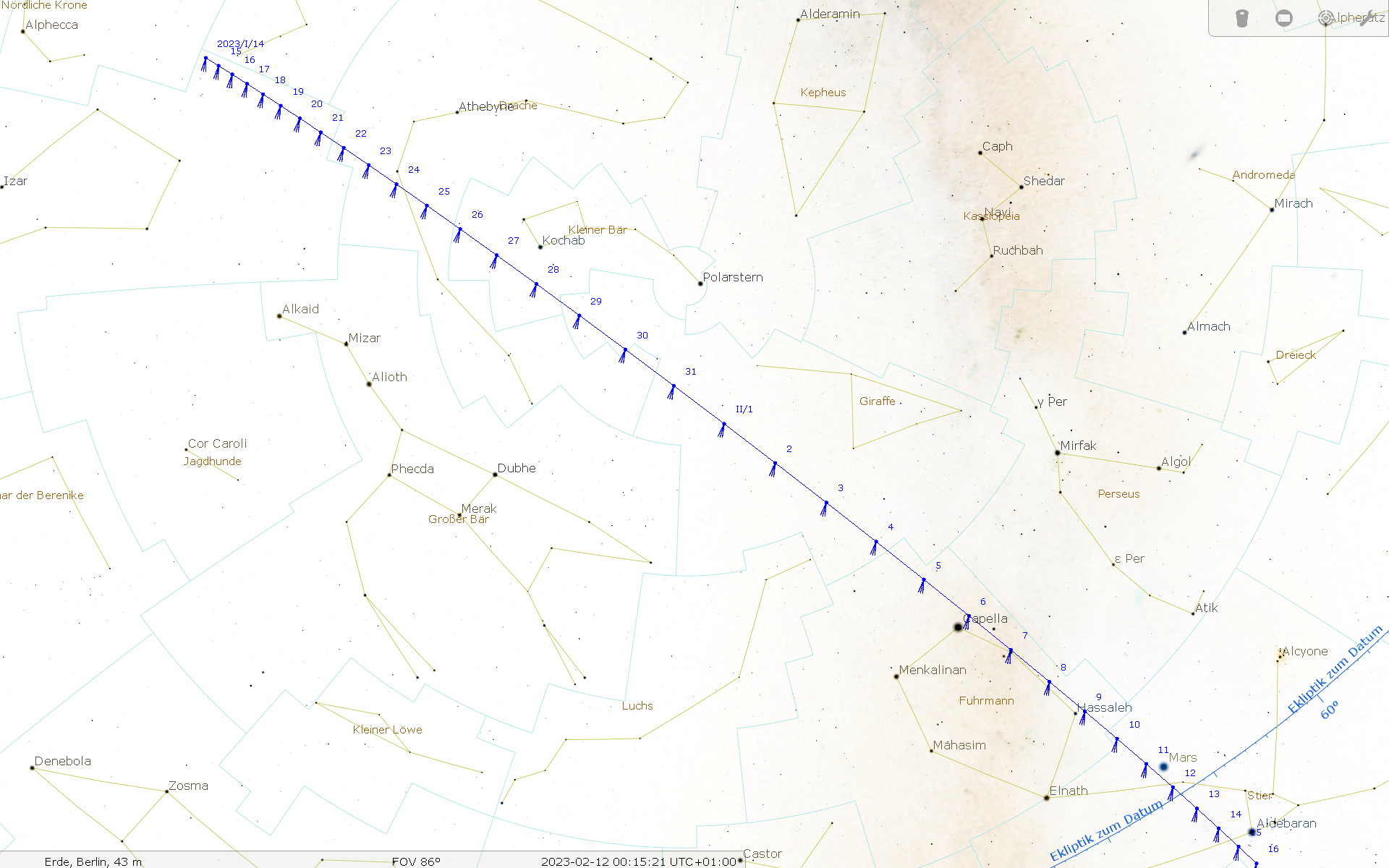
彗星C/2022 E3（ZTF）於2023年1月14日至2月16日在星空中的位置。

| 日期和時間 最接近的狀態 | 距離地球 (AU)                                         | 距離太陽 (AU)                                      | 相對於地球 的速度 （公里/秒） | 相對於太陽 的速度 （公里/秒） | 不確定 區域 (3-sigma) | 參考資料                        |
| ----------------------- | ----------------------------------------------------- | -------------------------------------------------- | ----------------------------- | ----------------------------- | --------------------- | ------------------------------- |
| 2023-02-01 17:54        | 0.2839 AU（42.47 × 106 km；26.39 × 106 mi；110.5 LD） | 1.159 AU（173.4 × 106 km；107.7 × 106 mi；451 LD） | 57.4                          | 39.1                          | ± 900 km              | Horizons （页面存档备份，存于） |

### 顏色
綠色主要是在彗星頭部周圍，很可能是由於雙原子碳的存在。當C2分子被太陽的紫外線激發時，主要發射的是紅外線，但其三重態輻射的波長為518奈米。它是通過從原子核蒸發的有機物質光解產生的。然後，它經歷光分解作用，其壽命約為兩天；此時，綠光出現在彗星的頭部，而不是尾部。

## 離境軌跡
噴射推進實驗室線上曆書系統顯示與太陽+木星的重心系統，綁定在2050年曆元的離境軌道，但因為超出歐特雲的最大距離而不切實際。使用2495曆元僅太陽質量的日心軌道，顯示彗星未被太陽系束縛住。這顆彗星未來要麼完全離開太陽系，要麼在數百萬年後返回，這取決於在歐特雲中的釋氣或擾動。

## 可比對象
| Object              | 視星等 |
| ------------------- | ------ |
| 仙女座星系（M31）   | 3.4    |
| 獵戶座大星雲（M42） | 4      |
| C/2022 E3（ZTF）    | 5      |
| 三角座星系（M33）   | 5.7    |

## 圖集

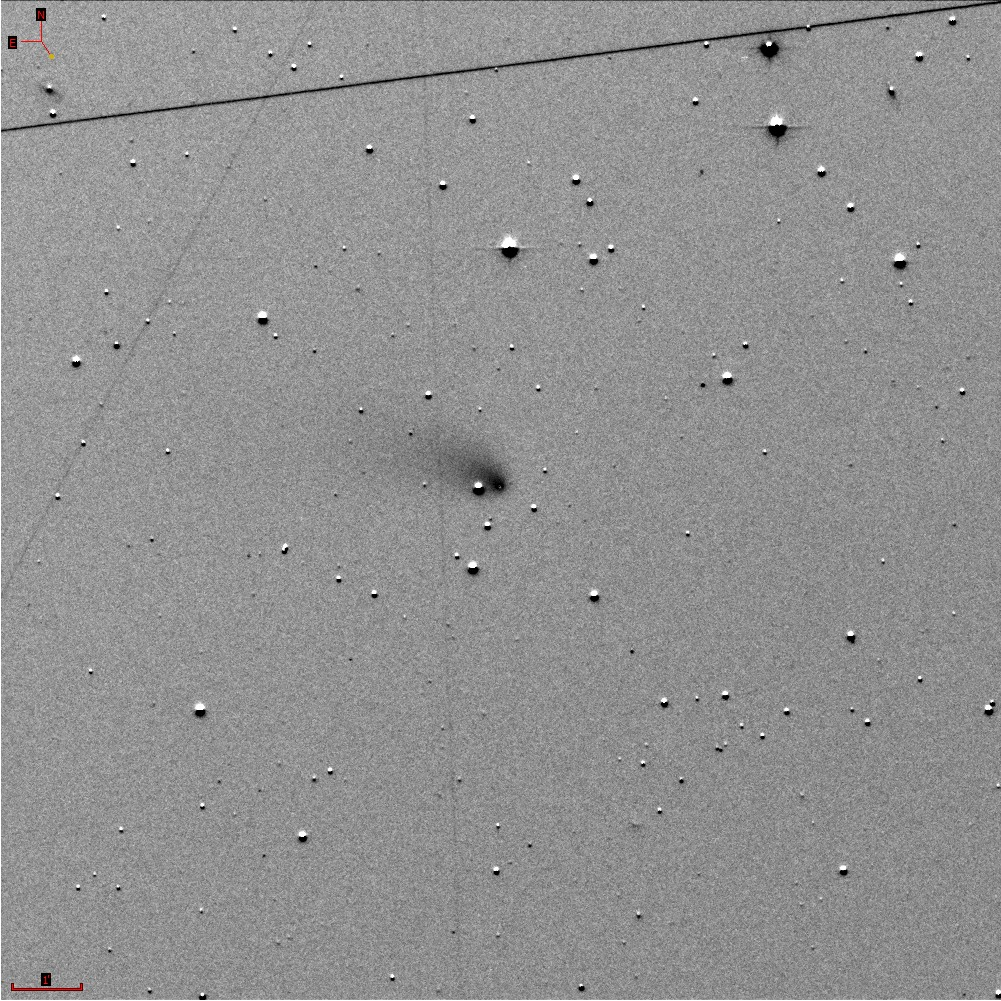
2022年12月的彗星，來自義大利帕多瓦大學所屬的阿夏戈天文台。
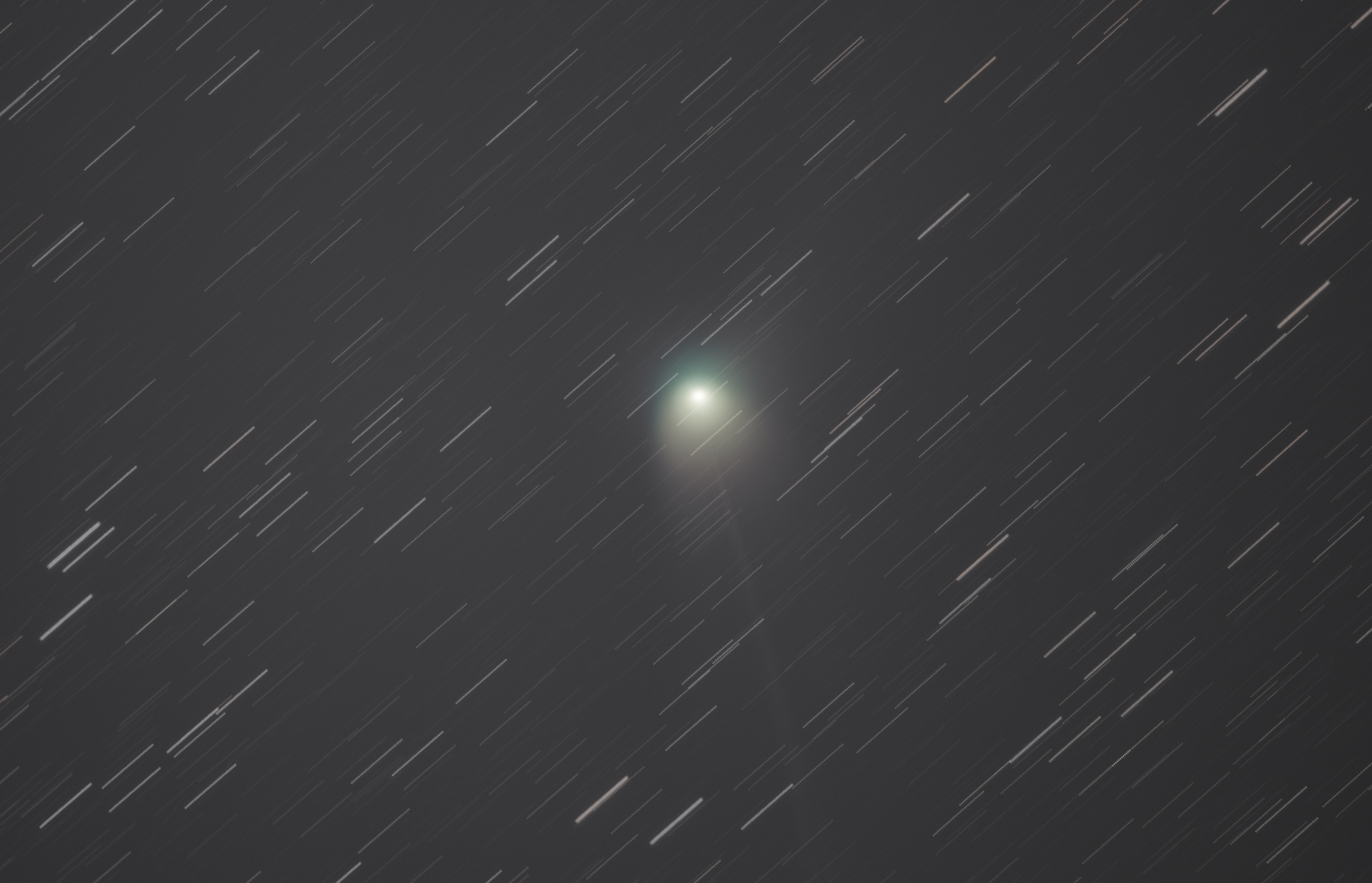
由帕多瓦大學的安德里亞·雷吉蒂（Andrea Reguitti）在2023年1月10日拍攝的彗星。
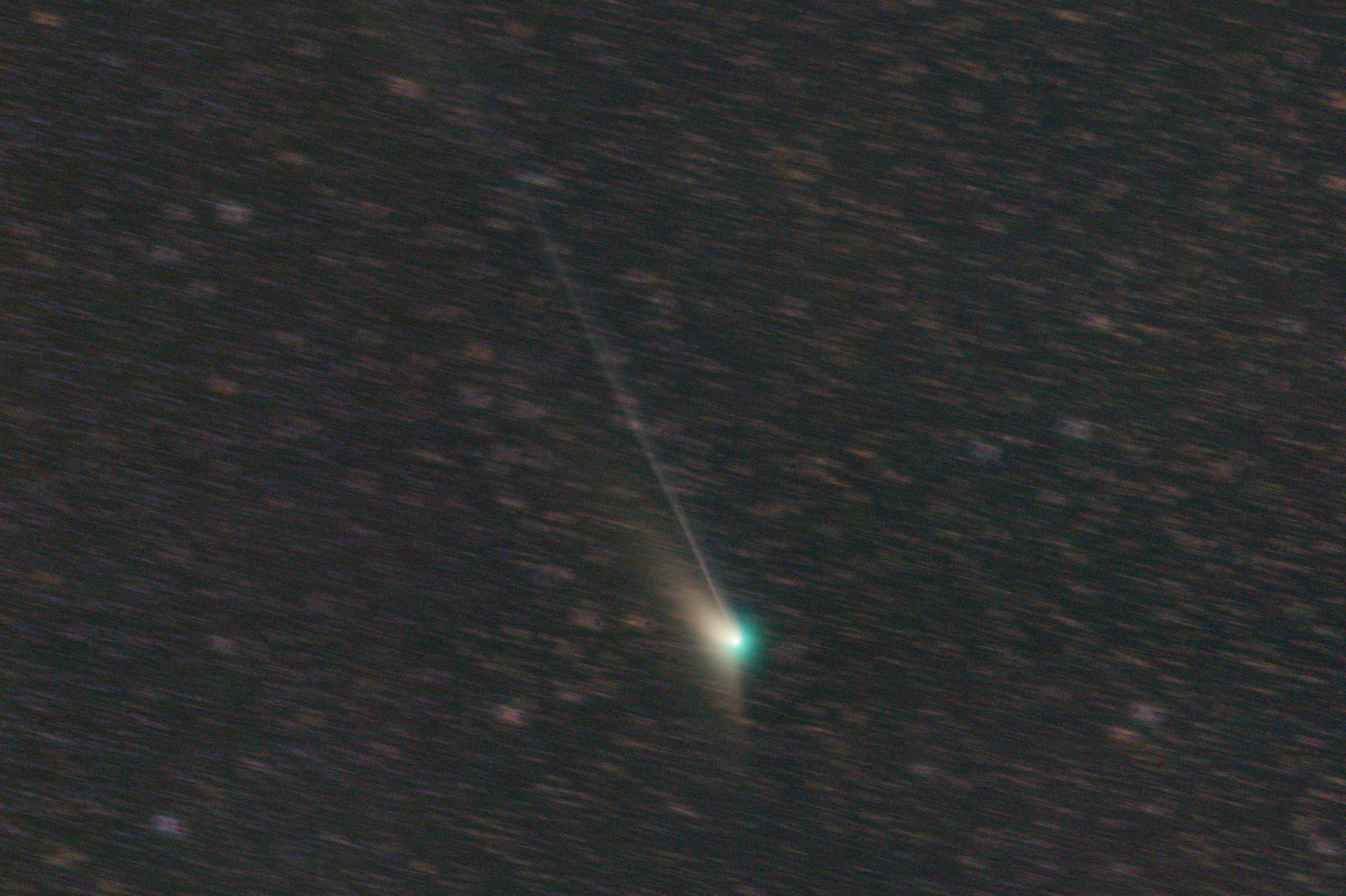
2023年1月20日的彗星，已顯示出寬的塵埃尾和細長的離子尾。
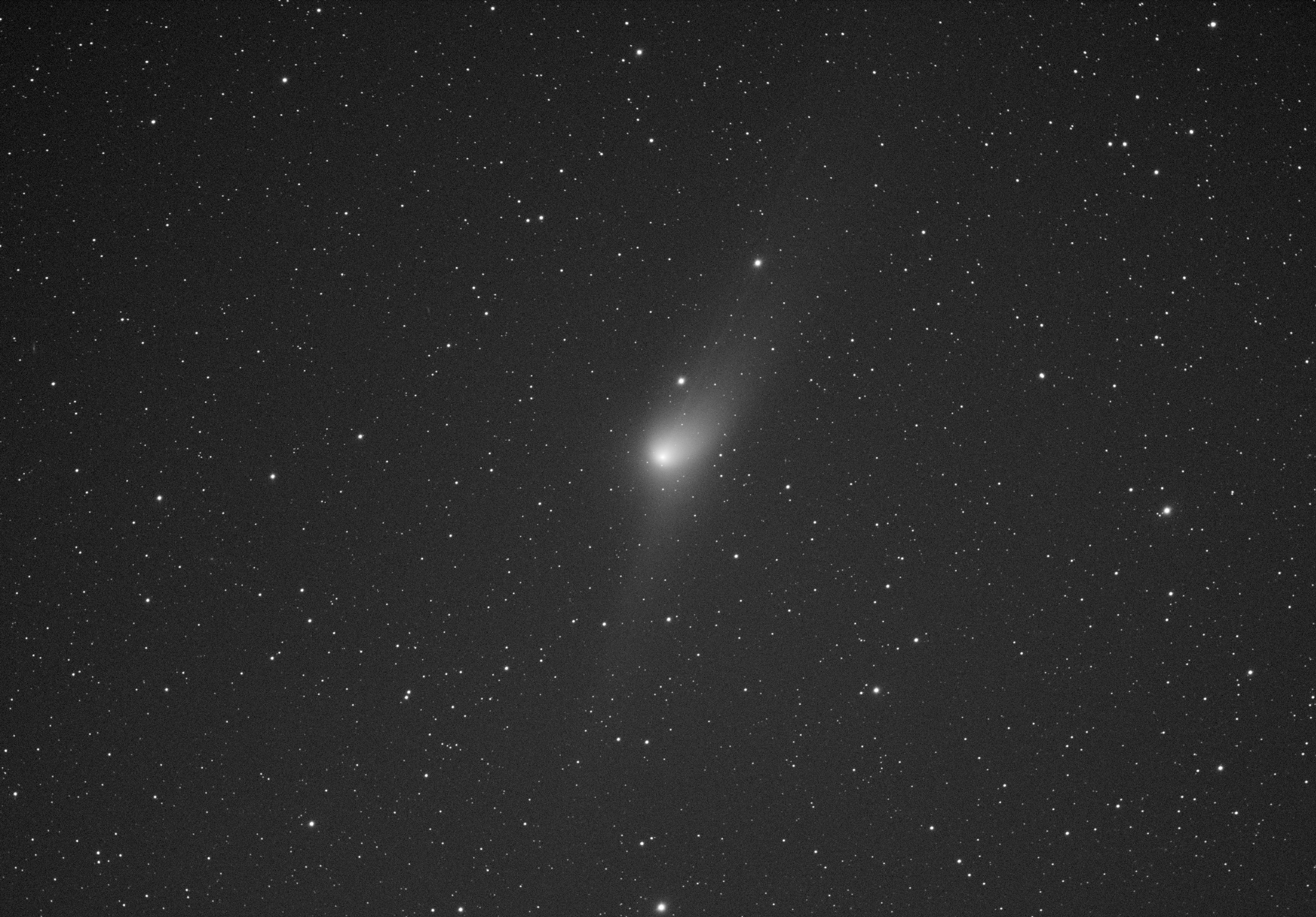
2023年1月22日的彗星，可見反尾。
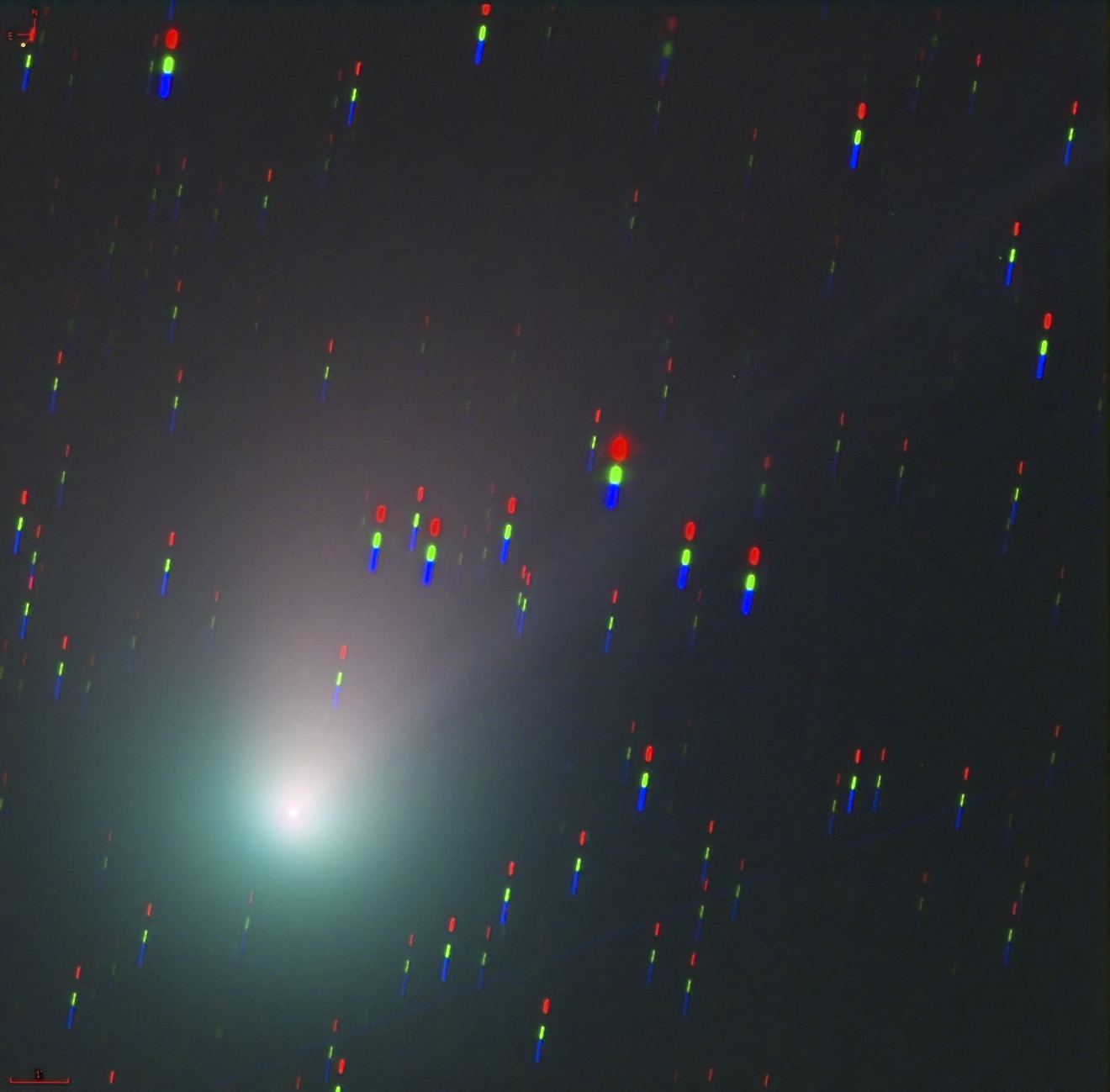
2023年1月28日的彗星，由於追蹤它在天空中的運動而有相對運動的星跡。

## 外部連結
- NASA JPL小天體瀏覽器上的C/2022 E3 (ZTF)